# Mravní výchova
Mravní výchova je výchovné působení na žáka, jeho rozum, představy, postoje, city, vůli a jednání, aby byly v souladu s obecně uznávanými zásadami etiky. Mravní výchova je v pedagogice chápána jako „výchova v užším smyslu“, jedná se tedy o výchovu charakteru a vůle, kdy jsou u člověka utvářeny mravní normy a principy, které rozvíjí mravní city a návyky. Základem mravní výchovy je výchova k prosociálnosti osobnosti, tedy ke konání dobra a pomoci pro jiné osoby nebo skupiny, bez očekávání odměny nebo protislužby. Smyslem výchovy k prosociálnímu jednání je rozvoj občanských ctností a sociálních dovedností, výchova ke komunikaci a prevence proti agresivitě a násilí. Mravní výchova je celoživotním procesem sestávajícím z jednotlivých kroků, které respektují zákonitosti mravního vývoje. Mravní výchova probíhá ve školním, mimoškolním a rodinném prostředí.

## Obsah mravní výchovy
Obsahem mravní výchovy je formování osobnosti, které probíhá v několika rovinách.

### Rovina osobnostně sociální
- mravní normy – pravidla, způsoby, hodnocení
- společenské návyky – společenské chování (poprosit, poděkovat, pozdravit, respektovat druhé)
- mravní postoje a vztahy – vztah k sobě samému a k ostatním lidem (slabým a potřebným), vztahy partnerské, vztahy k materiálnímu prostředí
- vlastnosti – samostatnost, zodpovědnost, cílevědomost, vytrvalost a samostatnost
- hodnotový systém – hodnoty emocionální, sociální, ekonomické, etické, estetické
- vzorce chování, které respektují mravní normy

### Rovina psychologické struktury osobnosti
- mravní vědomí – jedná se o poznávání mravních hodnot, správné morální usuzování a úhel pohledu jedince, sebepoznání
- mravní cítění – empatie, sebekontrola, svědomí, skromnost, láska k dobru
- mravní přesvědčení – mravní normy se interiorizují za účasti citů a vůle, funguje svědomí; utváří a projevuje se motivačně hodnotový systém a charakter osobnosti; mravní cítění a přesvědčení tvoří tzv. afektivní doménu[2]
- Mravní jednání a chování

### Rovina filozofická
- mravní normy, pravidla a zákony
- morální a profesní etické kodexy – desatero, učitelská a lékařská profesní etika

## Principy mravní výchovy
V procesu mravní výchovy jedince se uplatňují obecné normy, které jsou označovány jako principy mravní výchovy.
Princip cílevědomosti mravní výchovy – vychovatel nebo pedagog by si měl vytvořit konkrétní představu morálního profilu,ke kterému chce jedince přiblížit
Princip soustavnosti a důslednosti – mravní výchova by se měla uskutečňovat podle dlouhodobého plánu, tak aby jedinec pociťoval, že se jeho chování působením výchovných metod, přibližuje k mravnímu ideálu
Princip aktivnosti – jedinec by neměl jen umět popsat, jaké by bylo jeho jednání v určité situaci ale také toto jednání uplatňovat v každodenních situacích
Princip názornosti – jedinec se opírá o přímé zkušenosti (morální příklad) pedagoga nebo ostatních žáků ve třídě

## Metody mravní výchovy
Za metody v mravní výchově jsou považovány specifické postupy, které se uplatňují pro dosahování výchovných cílů. Důraz je kladen na to, aby byl jedinec v určitém stádiu vývoje schopen pochopit svůj díl odpovědnosti za výsledky svého konání a stal se tak autonomní osobností. Metody mravní výchovy se rozdělují do dvou skupin na přímé (direktivní), které na jedince působí otevřeně z pozice autority a nepřímé (indirektivní), které působí zprostředkovaně a nenásilně.

### Metody přímé
- mravní vysvětlování a poučování – metoda formou rozhovoru, besedy, přednášky, poslechu
- kladení požadavků – příkazy a zákazy, které formují chování jedince bez většího porozumění a přispívají k zachování naučených pravidel chování
- vedení – přinucování a donucování
- cvičení – opakované jednání, které vede k automatizaci způsobů chování
- přesvědčování – cílem je vzbudit v jedinci city povinnosti a odpovědnosti
- příklad – forma vytvoření názorných a přitažlivých vzorců pomocí kladných a záporných příkladů, četby, divadla nebo živého vyprávění
- kontrola,dozor – metoda posilující požadované chování pod dohledem autority
- hodnocení – založeno na principu odměny a trestu, kdy je povzbuzováno nebo usměrňováno jedincovo jednání

### Metody nepřímé
- vzor – napodobování vzorců chování jiných lidí, kteří jsou pro jedince vzorem
- tvorba a dodržování norem a pravidel
- pozitivní výchovné klima
- řešení etických dilema formou diskuse
- získávání – očekávání, závazek, výstraha
- vyvolávání a tlumení citů – sugesce, agitace, eliminace, substituce, degradace, sublimace
- metoda kontroly – povzbuzování žádoucích vzorců chování jedince
- utváření samosprávy – hodnocení a kontrolování společné činnosti, která vede k respektování druhých
- sebereflexe – hodnocení chování pomocí reflexivních deníků, předsevzetí, plánů

## Vývoj mravní osobnosti dítěte
Podle pedagogů a psychologů jsou mravní normy a hodnoty u dětí přejímány nejprve od rodičů, poté učitelů, vrstevnických skupin a společnosti obecně. Období mravního vývoje se u dětí liší a to v závislosti na jejich intelektuálním vývoji.

### Jean Piaget
Jean Piaget rozlišuje dvě stádia mravního vývoje osobnosti.
Stádium heteronomní morálky – období mladšího školního věku, kdy si dítě uvědomuje důležitost norem a pravidel, chápe princip odměy a trestu a dospělého, jako autoritu uznává za zcela legitimní
Stádium autonomní morálky – období staršího školního věku a výše, dítě vnímá normy a vedení skrze vlastní vnitřní systém mravních norem a dokáže samostatně zvažovat co je špatné a dobré, samostatně se rozhoduje a zvažuje význam svého jednání, přijímá za něj odpovědnost

### Lawrence Kohlberg
Lawrence Kohlberg rozlišuje tři stádia mravního vývoje, každé z nich se pak dělí na dvě stádia.
Období prekonvenční – předškolní věk,na počátku je tzv. amorální stádium: egocentrismus (dobré je to, co je dobré pro mne), posléze individualismus: hledání osobního prospěchu pod vlivem možné odměny a trestu (dítě uplatňuje ve svém jednání tzv.,,tržní´´ přístup, tj. dobrý čin se mu „musí vyplatit“).
Období konvenční – mladší a střední školní věk, jedinec se podřizuje skupině, správné jednání jedince je to, které je uznáváno autoritou i skupinou
Období postkonvenční- 12 let a výše,jednání jedince směřuje k nalezení tzv. „společné úmluvy“, ve vztahu k pravidlům a smyslu pro povinnost a zákonnost

## Cíl mravní výchovy
Cílem mravní výchovy je vnitřně integrovaný, svobodný, autonomní a zodpovědný jedinec, který jedná uvědoměle na základě svého vnitřního přesvědčení a také v souvislosti se společenskými normami a společensky uznávanými pravidly.